# Чугуевская крепость
Чугу́евская кре́пость — один из южных передовых оборонительных постов Русского государства от набегов крымских татар и укреплённый район Российской Империи до конца XVIII века. Сооружена в 1638—1639 годах. Располагалась на Чуговой горе, в возвышенном историческом центре современного города Чугуева Харьковской области.

## Предыстория
В VIII—IX веках на месте Чугуева существовал укреплённый городок салтово-маяцкой культуры, входивший в Хазарский каганат. В конце XVI — начале XVII века для обороны южных рубежей Русского государства, а также обеспечения плацдарма для дальнейшей колонизации южных земель возникла необходимость возведения крепости на месте оставшегося от древнего городка Чугуевского городища.
В 1596 году по существующему тогда порядку выбора места для возведения укреплений, Чугуево городище было обследовано тремя царскими изыскателями: Иваном Лодыженским, Третьяком Якушкиным и Никифором Спиридоновым, которые докладывали в Разрядный приказ, что городище «некрепко и неугодно». В «Росписи польским дорогам», которая составлялась в конце XVI века с целью контроля за путями татарских набегов, есть упоминание приказа царя Фёдора Иоанновича с требованием «город поставить на Донце, на Сиверском, на Чугуевом городище». В 1626 году царь Михаил Фёдорович Романов писал воеводе князю Тюфякину: «Послал бы служилых, жилецких и иных людей, стрельцов, казаков на Чугуево, земляные и деревянные крепости велел бы поделать… и тем людям роспись», однако желающих переселяться на тот момент много не нашлось.

## Основание крепости
Крестьянско-казацкие восстания на Украине в 30-х годах XVII века дали достаточное количество добровольных переселенцев. По одной из версий, после поражения восстания Острянина и Гуни в июне 1638 года Яков Острянин с частью казаков и их семьями (всего около 3000 человек) перешёл на Слобожанщину, в пределы России, где и остался вместе с поселенцами-казаками Чугуевского казачьего войска. Белгородский воевода определил им местом поселения Чугуев. В источниках доподлинно неизвестно, является ли Яков Острянин, которому белгородский воевода дал разрешение на поселение, тем самым организатором восстания, или является его однофамильцем. Русское правительство послало в Чугуев воеводу Максима Ладыженского со служилыми людьми из Белгорода, Курска и Оскола для строительства крепости. Возводить её решили на высоком скалистом берегу при впадении в Северский Донец речки Чугуевки.
Местность, выбранная для строительства крепости, имела хорошие природные препятствия с западной, восточной и северной сторон, и было идеальным в фортификационном отношении. С востока её ограничивал крутой, высокий берег реки Северский Донец, с запада был глубокий овраг (ныне — тыльная сторона усадебных участков по Крепостному спуску), с севера её ограничивал высокий берег Чугуевки. Ладыженский, которому было получено совершить обмеры Чугуевской горы, писал: «…около города по мере 502 сажени. А горою вниз до реки Донца 30 сажен, а с другой стороны от долу вверх 40 сажен, в третью сторону 12 сажен, а в четвёртую сторону пришло место плоское».
Несмотря на то, что построение крепости было сопряжено с немалыми трудностями (крепостные рвы пришлось вырубать в скале), укрепления возвели очень быстро, за что Ладыженский получил награду от правительства.

## Вид и состав крепости
Крепость имела практически правильную четырёхугольную форму и состояла из детинца и большого острога. Она располагалась на части бывшего Чугуева городища, где в настоящее время расположен земельный участок памятника архитектуры XIX века Штабов военных поселений, воинская часть и фрагмент сквера Соборной площади (бывшая площадь имени Ленина).
По описанию 1712 года Чугуевская крепость имела 8 башен: Пречистенская (проезжая, шестиугольная), Брясловская, Проезжая (шестиугольная, с московской стороны), Тайницкая, и четыре Наугольных, одна из них с калиткою «для прохода к воде». Длина прясел стен от Пречистенской до Наугольной составляла 42 сажени, от Наугольной до Бряславской — 60 саженей, от Бряславской до Наугольной — 52 сажени, от Наугольной до Проезжей с московской стороны — 50 саженей, от Проезжей до Наугольной — 52, от Наугольной до Тайницкой — 71, от Тайницкой до Наугольной с калиткою — 58 саженей, от Наугольной с калиткою до Пречистенской — 52 сажени. В 1712 году все башни были крыты дранью (колотой доской без обработки). Протяжённость стен составляла более 850 м.
В крепости находились административные и хозяйственные строения: соборный храм, дом воеводы, дома начальников военной команды, священнослужителей, приказная изба, кружечный двор, таможня, хлебный, соляной и пороховой склады. В первые годы в ней поселились до тысячи черкасских переселенцев и около 300 русских служилых людей.

## Дальнейшая история крепости
Вскоре после постройки крепости черкасские переселенцы взбунтовались, к чему их активно подстрекали агенты Речи Посполитой, обещавшие им прощение и льготы. 26 апреля 1641 года казаки ворвались в крепость и захватили денежную казну. Яков Острянин, пытавшийся остановить мятежников, был убит. Некоторые черкасы происоединились к русским служилым людям и вступили в бой со своими соотечественниками. Воеводе Григорию Кокореву удалось удержать части территории кремля. Несмотря на поджог крепости мятежниками царские ратники, предприняв контратаку, выбили восставших из города и те ушли на Полтавщину. Взамен беглецов были присланы 400 служилых людей — детей боярских, стрельцов и казаков. В последующие годы крепость не раз подвергалась крымскотатарским набегам. В 1645 году повреждённая крепость по указу Алексея Михайловича была отремонтирована. Посла начала восстания Хмельницкого и во время русско-польской войны 1654—1667 годов население Чугуева вновь пополнилось беженцами-малороссиянами.
В 1661 году воеводой Абакумом Иевлевым был вновь отремонтирован обветшавший Чугуевский кремль. Протяжённость стен всей крепости в 1678 году составляла 1065 м. В стене имелись три проездные и шесть глухих башен. Кремль был опоясан рвом длиной около 669 м и глубиной 2 м. Во время мятежа Брюховецкого Чугуев неоднократно подвергался набегам восставших казаков и союзных им татар. В 1670 году Чугуев был захвачен участниками Разинского восстания. Казаки из Сум были ими отбиты, однако при известии о скором подходе царских войск во главе с полковником Григорием Косаговым разинцы спешно покинули ограбленный ими город.

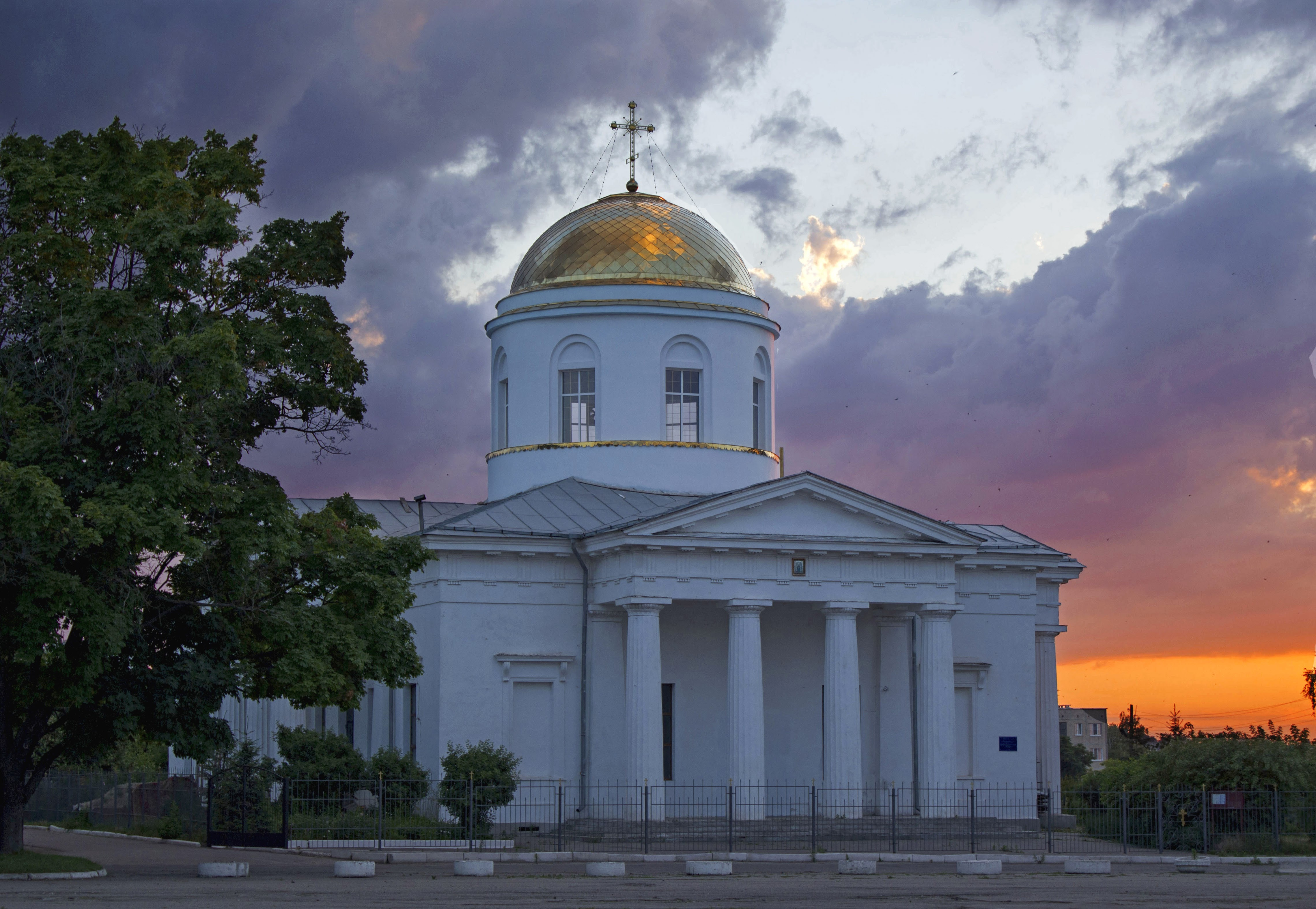
Современный вид Покровского собора на территории крепости

После строительства Изюмской засечной черты в 1679—1680 годах Чугуевская крепость ещё некоторое время продолжала существовать. Во время Булавинского восстания она была одним из опорных пунктов царских войск, направленных на подавление восстания. В соответствии с реестром крепостей 1729 года крепость была переведена в разряд иррегулярных. Разгром Крымского ханства Российской империей в 1783 году привёл к полному уничтожению крепостных строений за ненадобностью. На карте города Чугуева 1824 года уже обозначен только крепостной ров, который в конце XVIII — начале XIX века был окончательно засыпан.
В настоящее время на месте Чугуевского кремля находятся сквер и Соборная площадь. Покровский собор, построенный на месте более древнего деревянного, сохранился до наших дней. В 2013 году при раскопках были найдены фундаменты одной из наугольных башен Чугуевской крепости.